# Robert Lefèvre (Politiker)
Robert Lefèvre (* 9. Juli 1843; † 14. Mai 1905 in Friedenau) war ein deutscher Kommunalpolitiker im Rang eines Geheimem Kanzleirats. Er war einer der ersten Einwohner der im Jahr 1871 entstandenen Landgemeinde Friedenau. Als Mitglied des Haus- und Grundbesitzervereins gehörte er von 1885 bis 1887, 1891–1892 und 1900–1902 der Gemeindevertretung an, ab 1900 auch dem Gemeindevorstand. In der Gemeindevertretung verwaltete er den Bereich Armenwesen und gehörte dem Waisenrat an. 
Lefèvre gründete 1887 einen Kirchenbauverein, um für Friedenau eine eigene Kirche zu bauen, die 1893 auf dem Friedrich-Wilhelm-Platz eingeweiht wurde. 1901 gehörte er dem Kuratorium zum Bau des Friedenauer Gymnasiums an, das 1903 eingeweiht wurde. 
Sein Grab befindet sich in Berlin auf dem Friedenauer Friedhof Stubenrauchstraße. Ihm zu Ehren trägt die Friedenauer Lefèvrestraße seit dem 25. Mai 1905 seinen Namen.